# Swithwulf (London)
Swithwulf († zwischen 860 und 898) war Bischof von London. Er wurde zwischen 860 und 898 zum Bischof geweiht und trat sein Amt in diesem Zeitraum an. Er starb zwischen 860 und 898.